# جون مودي
جون مودي (بالإنجليزية: John Moody)‏ (1 نوفمبر 1904 بشفيلد في المملكة المتحدة - 23 أبريل 1963) هو لاعب كرة قدم بريطاني (وحمل سابقاً جنسية المملكة المتحدة لبريطانيا العظمى وأيرلندا) في مركز حراسة المرمى. لعب مع مانشستر يونايتد ونادي أرسنال ونادي تشيسترفيلد ونادي دونكاستر روفرز ونادي برادفورد بارك أفنيو.

## وصلات خارجية
- جون مودي على موقع أرشيف الشارخ.